# Козловська Марія Семенівна
Козловська Марія Семенівна (12 жовтня 1948 р., Глиняни, Золочівський район, Львівська область — 17 жовтня 2020 р., м. Бережани, Тернопільської області) — Заслужений майстер народної творчості України, видатний діяч культури і мистецтва України.

## Біографія
Марія Семенівна народилася 12 жовтня 1948 року в Глиняни Золочівського району Львівської області. З дитинства мала інвалідність (цукровий діабет, хвороба серця). У 1976 році закінчила Львівський торгово-економічний інститут (нині комерційний заклад). 

### Техніка
Вона активно творила більше 40 років. Володіла різними техніками художньої вишивки: лічильна гладь, набирування, зерновий вивід, штапівка, хрестик, стебловий шов, виколювання, ретязь та багато інших. 

### Виставки
Неодноразово її роботи виставлялися у Бережанському краєзнавчому музеї, а також на міжнародних (Канада — 1987), всеукраїнських, регіональних та обласних виставках у Києві, Коломиї, Львові, Тернополі, різноманітних мистецьких святах. Окремі роботи Марії Козловської зберігаються у Музеї візантійського мистецтва у Нью-Йорку. Марія Семенівна брала участь у конференції, присвяченій Всесвітньому дню боротьби з діабетом (1997 р.).
Мисткиня була членом клубу Бережанських вишивальниць при Бережанському краєзнавчому музеї (1986), членом Національної спілки майстрів народного мистецтва України (1997).
Вона жила і творила у м. Бережанах Тернопільської області.

## Нагороди
Майстерність вишивальниці відзначена преміями та першими місцями на міжнародних конкурсах.
Указом Президента України від 7 березня 2017 року № 56/2017 Марії Козловській присвоєно почесне звання «Заслужений майстер народної творчості України».
Указом Президента України № 603/2015 «Про призначення державних стипендій видатним діячам культури і мистецтва» Марія Семенівна отримала дворічну державну стипендію, як видатна діячка культури та мистецтв України. Марія Семенівна отримала дворічну державну стипендію, як видатна діячка культури та мистецтв України.